# Меморіальні дошки Луцька
В Луцьку встановлено ряд меморіальних дощок. Більшість із них була встановлена за останні 10 років.
| Кому                                                  | Рік встановлення | Адреса                                                                                      | Фото |
| Богачуку Олександру                                   |                  | Проспект Волі, 8                                                                            |      |
| Буковинському Владиславові                            |                  | Латинська катедра                                                                           |      |
| Виговському Івану                                     | 2010             | Луцький художній музей                                                                      |      |
| Воїнам-інтернаціоналістам                             | 2009             | Вулиця воїнів-інтернаціоналістів, 1                                                         |      |
| В'язням Луцької тюрми                                 |                  | Вулиця Кафедральна                                                                          |      |
| Галшці Гулевичівній                                   |                  | Вулиця Данила Галицького, 2                                                                 |      |
| Братковському Данилові                                |                  | Вулиця Драгоманова, 1                                                                       |      |
| Галицькому Данилові                                   |                  | Вулиця Драгоманова, 1а                                                                      |      |
| Грищенку Анатолію                                     |                  | Проспект Волі, 12                                                                           |      |
| Євреям Луцька, знищеним у 1942 році                   |                  | Вулиця Данила Галицького, 33                                                                |      |
| Жертвам репресій 1936-1956                            | 2005             | В латинській катедрі, вулиця Кафедральна, 6                                                 |      |
| Канішевському Григорію                                |                  | Проспект Волі, 7                                                                            |      |
| Косачам                                               |                  | Вулиця Драгоманова, 23                                                                      |      |
| Кравчуку Михайлу                                      |                  | Проспект Волі, 2                                                                            |      |
| Кулеші Ядвізі                                         | 2006             | У катедральному костелі, вулиця Кафедральна, 6                                              |      |
| Левицькому Модестові                                  |                  | Вулиця Богдана Хмельницького, 12                                                            |      |
| Липинському В'ячеславу                                |                  | Вулиця Богдана Хмельницького, 10                                                            |      |
| Луцькому братству                                     | 2007             | Вулиця Йова Кондзелевича, 5                                                                 |      |
| Лучанам, які загинули від бомбардувань 10 травня 1944 |                  | Вулиця Кафедральна, 6                                                                       |      |
| Маху Петру                                            | 2012             | На фасаді Луцької спеціалізованої школи І-ІІІ ступенів № 1, вулиця Богдана Хмельницького, 4 |      |
| Народному Рухові України                              | 19 серпня 2009   | Вулиця Богдана Хмельницького, 20                                                            |      |
| Учасникам луцького антифашистського підпілля          |                  | Вулиця Замкова                                                                              |      |
| Членам Луцького братства                              | 2002             | Вулиця Данила Галицького, 2                                                                 |      |
| Чорноволу В'ячеславові                                | 2002             | Вулиця В'ячеслава Чорновола                                                                 |      |
| Шельонжеку Адольфу та Вальчикевичу Стефану            | 1994             | Латинська катедра                                                                           |      |
| Шопенові Фридерику                                    | 2010             | Вулиця Шопена, 20                                                                           |      |
| Фітцке Янові Юзефові                                  |                  | Вулиця Богдана Хмельницького, 12                                                            |      |
| Юницькому Анатолію                                    |                  | Проспект Волі, 12                                                                           |      |

## Демонтовані дошки
| Кому              | Рік встановлення | Адреса                           | Фото |
| Галану Ярославові |                  | Вулиця Богдана Хмельницького, 12 |      |
| Савельєвій Паші   |                  | Вулиця Галшки Гулевичівної, 8    |      |
| Петру I           |                  | Вулиця Пушкіна, 2                |      |